# Sissieretta Jones
Sissieretta Jones (Portsmouth, 1868. január 5. – Providence, 1933. június 24.) amerikai szopránénekesnő. Néha „The Black Patti”-nek hívták, a híres olasz énekesnőre, Adelina Pattira célozva. Jones repertoárján nagyopera, az operett és a könnyűzene is szerepelt.

## Pályafutása
A Providence-i Zeneakadémián és a New England Conservatory of Musicon tanult. Jones 1888-ban debütált New Yorkban a Steinway Hallban, négy évvel később pedig a Fehér Házban lépett fel Benjamin Harrison elnök előtt. Négy egymást követő elnöknek és a brit királyi családnak is énekelt. Nemzetközi sikereket ért el. Az Egyesült Államokon és Nyugat-Indián kívül Jones turnézott Dél-Amerikában, Ausztráliában, Indiában, Dél-Afrikában és Európában.
1883-ban, 14 évesen férjhez ment David Richard Jones szállodai alkalmazotthoz, aki az első menedzsere lett. 1898-ban beadta a válókeresetet a férfi részegességére és támogatásának hiányára hivatkozva, és 1899-ben elvált tőle. 
Korának legjobban fizetett afroamerikai előadójaként karrierje későbbi szakaszában megalapította a Black Patti Troubadourst (a későbbiekben Black Patti Musical Comedy Company), ahol a zene mellett és akrobatikával és egyéb műfajokban  léptek fel a szereplők: mintegy 40 zsonglőr, komikus, táncos és egy 40 képzett énekesből álló kórus.
Körülbelül két évtizeden át a Famous Troubadours sztárja maradt. Csapata népszerűvé vált az Egyesült Államok és Kanada legfontosabb városaiban. 
Jones 1915-ben visszavonult a fellépéstől. Élete vége felé kénytelen volt eladni vagyonának nagy részét. Utolsó éveiben a helyi NAACP elnöke segített kifizetni az adóit, valamint biztosította a lakása fűtését. 2013-ban bekerült a Rhode Island Music Hall of Fame-be.

## Díjak
- Rhode Island Music Hall of Fame